# Ringer-Weltmeisterschaften 1979
Die Ringer-Weltmeisterschaften 1979 fanden vom 21. bis zum 28. August 1979 in San Diego statt. Es wurde sowohl im griechisch-römischen als auch im freien Stil gerungen. Die Ringer wurden in jeweils zehn Gewichtsklassen unterteilt.

## Griechisch-römisch
Die Wettkämpfe im griechisch-römischen Stil fanden vom 21. bis zum 24. August 1979 statt. In der Gewichtsklasse -74 kg gab es gleich zwei Weltmeister: Ferenc Kocsis aus Ungarn und der Bulgare Janko Schopow teilten sich den ersten Platz. Zuvor waren beide Ringer wegen Passivität disqualifiziert worden. Silber wurde in dieser Gewichtsklasse nicht vergeben. Neben den drei Bronzemedaillengewinnern kamen zwei weitere Deutsche unter die besten Sechs. In der Gewichtsklasse -57 kg wurde Pasquale Passarelli Vierter und Rolf Krauß in der Gewichtsklasse -52 kg Fünfter.

### Medaillengewinner
| Klasse  | Gold                        | Silber                  | Bronze             |
| ------- | --------------------------- | ----------------------- | ------------------ |
| -48 kg  | Constantin Alexandru        | Alexei Schumakow        | Pawel Christow     |
| -52 kg  | Lajos Rácz                  | Kamil Fatkulin          | Toshio Asakura     |
| -57 kg  | Schamil Serikow             | Kivamu Kashiwagi        | Antonio Caltabiano |
| -62 kg  | István Tóth                 | Abdurrahim Kuzu         | Lars Malmkvist     |
| -68 kg  | Andrzej Supron              | Alexander Alijew        | Erich Klaus        |
| -74 kg  | Janko Schopow Ferenc Kocsis |                         | Karl-Heinz Helbing |
| -82 kg  | Gennadi Korban              | Momir Petković          | Pawel Pawlow       |
| -90 kg  | Frank Andersson             | Norbert Növényi         | Pedro Pawlidis     |
| -100 kg | Nikolai Balboschin          | Georgi Rajkow           | Brad Rheingans     |
| +100 kg | Alexandar Tomow             | Oleksandr Koltschynskyj | Bob Walker         |

### Medaillenspiegel
| Rang | Land               | Gold | Silber | Bronze |
| ---- | ------------------ | ---- | ------ | ------ |
| 1    | Sowjetunion        | 3    | 4      | 0      |
| 2    | Ungarn             | 3    | 1      | 0      |
| 3    | Bulgarien          | 2    | 1      | 2      |
| 4    | Schweden           | 1    | 0      | 1      |
| 5    | Polen              | 1    | 0      | 0      |
|      | Rumänien           | 1    | 0      | 0      |
| 7    | Vereinigte Staaten | 0    | 1      | 2      |
| 8    | Japan              | 0    | 1      | 1      |
| 9    | Jugoslawien        | 0    | 1      | 0      |
| 10   | BR Deutschland     | 0    | 0      | 3      |
| 11   | Italien            | 0    | 0      | 1      |

## Freistil
Die Wettkämpfe im Freistil fanden vom 25. bis zum 28. August 1979 statt. Die Ringer aus der Sowjetunion sicherten sich in neun der zehn Wettbewerbe Medaillen. Einzig Titelverteidiger Anatoli Beloglasow konnte sich mit einem sechsten Platz in der Gewichtsklasse -52 kg nicht auf den Medaillenrängen platzieren. Neben den Medaillengewinnern der DDR wurde Harald Büttner in der Gewichtsklasse -100 kg Vierter. Für Deutschland platzierten sich noch Adolf Seger als Fünfter in der Gewichtsklasse -82 kg und Eduard Giray als Sechster in der Gewichtsklasse -62 kg unter den besten Sechs.

### Medaillengewinner
| Klasse  | Gold                 | Silber            | Bronze               |
| ------- | -------------------- | ----------------- | -------------------- |
| -48 kg  | Sergei Kornilajew    | Bobby Weaver      | Jan Falandys         |
| -52 kg  | Yūji Takada          | Jim Haines        | Hartmut Reich        |
| -57 kg  | Hideaki Tomiyama     | Sergei Beloglasow | Joe Corso            |
| -62 kg  | Wladimir Jumin       | Micho Dukow       | Andre Metzger        |
| -68 kg  | Michail Charatschura | Akira Miyahara    | Eberhard Probst      |
| -74 kg  | Leroy Kemp           | Martin Knosp      | Nikolai Petrenko     |
| -82 kg  | István Kovács        | John Peterson     | Magomedchan Arazilow |
| -90 kg  | Chasan Ortzew        | Uwe Neupert       | Iwan Ginow           |
| -100 kg | Ilja Mate            | Owen Russell      | Vasile Pușcașu       |
| +100 kg | Salman Chassimikow   | Roland Gehrke     | Andrei Ianko         |

### Medaillenspiegel
| Rang | Land               | Gold | Silber | Bronze |
| ---- | ------------------ | ---- | ------ | ------ |
| 1    | Sowjetunion        | 6    | 1      | 2      |
| 2    | Japan              | 2    | 1      | 0      |
| 3    | Vereinigte Staaten | 1    | 4      | 2      |
| 4    | Ungarn             | 1    | 0      | 0      |
| 5    | DDR                | 0    | 2      | 2      |
| 6    | Bulgarien          | 0    | 1      | 1      |
| 7    | BR Deutschland     | 0    | 1      | 0      |
| 8    | Rumänien           | 0    | 0      | 2      |
| 9    | Polen              | 0    | 0      | 1      |